# Epitausa umbrigens
Epitausa umbrigens là một loài bướm đêm trong họ Erebidae.